# 大叶金丝桃
大叶金丝桃（学名：Hypericum prattii）为藤黄科金丝桃属下的一个种。

## 扩展阅读
- 維基物種上的相關：大叶金丝桃